# Bymainiella
Genre
Bymainiella est un genre d'araignées mygalomorphes de la famille des Hexathelidae.

## Distribution
Les espèces de ce genre sont endémiques d'Australie. Elles se rencontres au Queensland et en Nouvelle-Galles du Sud.

## Liste des espèces
Selon World Spider Catalog (version 19.0, 08/02/2018) :
- Bymainiella lugubris Raven, 1978
- Bymainiella monteithi Raven, 1978
- Bymainiella polesoni Raven, 1978
- Bymainiella terraereginae (Raven, 1976)

## Publication originale
- Raven, 1978 : Systematics of the spider subfamily Hexathelinae (Dipluridae: Mygalomorphae: Arachnida). Australian Journal of Zoology Supplementary Series, no 65, p. 1-75.